# Paspalum bifidum
Paspalum bifidum är en gräsart som först beskrevs av Antonio Bertoloni, och fick sitt nu gällande namn av George Valentine Nash. Paspalum bifidum ingår i släktet tvillinghirser, och familjen gräs. Inga underarter finns listade i Catalogue of Life.